# Ампији ле Борд
Ампији ле Борд (фр. Ampilly-les-Bordes) насеље је и општина у источном делу централне Француске у региону Бургоња, у департману Златна обала која припада префектури Монбар.
По подацима из 2011. године у општини је живело 77 становника, а густина насељености је износила 5,32 становника/km². Општина се простире на површини од 14,48 km². Налази се на средњој надморској висини од 400 метара (максималној 421 m, а минималној 350 m).

## Демографија
| 1962. | 1968. | 1975. | 1982. | 1990. | 1999. | 2011. |
| ----- | ----- | ----- | ----- | ----- | ----- | ----- |
| 100   | 126   | 115   | 117   | 100   | 90    | 77    |

График промене броја становника у току последњих година